# Centrale sindacale indipendente e dei funzionari
La Centrale sindacale indipendente e dei funzionari (CSIF,  Central Sindical Independiente y de Funcionarios) è un Sindacato spagnolo che riunisce prevalentemente lavoratori del settore pubblico.
La CSIF alla fine del 2017 riuniva circa 192.655 iscritti e alle elezioni sindacali del 2019 per il rinnovo dei Comité de empresa (corrispondenti alle RSU italiane) si è confermata il quarto sindacato spagnolo dopo Comisiones Obreras, UGT, Unión Sindical Obrera facendo eleggere 10.605 delegati (3,9%).